# Nikolai Nathan Fürst
Nikolai Nathan Fürst (* 1779 in Kopenhagen; † 11. Mai 1857 in Wien) war ein deutsch-dänischer Autor, Publizist und Dichter der Frühromantik.

## Familie
Nikolai (auch Nicolai oder zumeist Nicolay) Nathan Fürst (ab 1821 Joseph Anton Friedrich Nikolaus Fürst) war Sohn des in Kopenhagen tätigen jüdischen Kaufmanns Moses Fürst und seiner Ehefrau Rachel, geborene Gugenheim, aus Altona (einer Schwester von Moses Mendelssohns Frau Fromet). Moses Fürst pflegte regen Briefwechsel mit Moses Mendelssohn. So schrieb Mendelssohn aus Berlin im Juni 1784 Briefe an seine guten Brüder in Kopenhagen Herren Moses Fürst und Joseph Gugenheim. Der letztgenannte, Joseph Gugenheim (* 1743 in Altona; †  1805 in Kopenhagen), ein hauptsächlich in Berlin tätiger Kaufmann, war Schwager und Geschäftspartner sowohl des Moses Mendelssohn als auch des Moses Fürst zugleich, und somit ein Onkel von Nikolai Nathan Fürst.

## Laufbahn und Konversion
Schon früh fiel Nikolai Fürst mit literarischen Aktivitäten sowie als Lehrer der französischen Sprache auf. Im Jahr 1814 zog er nach Wien, wo er als Mitarbeiter einiger Journale und Zeitungen, vor allem als Mitglied der Redaktion der Wiener Zeitung lebte. 1816 veröffentlichte er die Briefe über die dänische Literatur,  in denen unter anderem Werke von Ludvig Holberg rezensiert wurden. Er war Mitglied der Ludlamshöhle, trug wegen der Herkunft aus Dänemark den Ludlamsnamen Nils, das Nordenkind und dichtete zur Musik von Adalbert Gyrowetz den Text für das Kalifenlied.
Am 23. Januar 1821 konvertierte er in der Pfarre Rossau zum Katholizismus, wobei er in den Akten als Studiosus aufgeführt wurde und zudem auch die Übersiedlung und der Wohnort seiner Eltern erwähnt wurden: ...waren wohnhaft in Kopenhagen in Dänemark, nun in Wien Innere Stadt No. 1097. Fürsts Paten waren zwei prominente Schriftsteller-Kollegen, nämlich der Hauptredakteur des Blattes Österreichischer Beobachter und wirkliche k.k. Hofsekretär Joseph Anton von Pilat sowie der k.k. Legationsrat und Philosoph Friedrich von Schlegel  (der selber 1808 vom lutherischen zum katholischen Bekenntnis konvertiert war). Wohl ihnen zu Ehren, erfolgte die Namensänderung nach der Konversion dementsprechend zu Joseph Anton Friedrich Nikolaus Fürst.
1824 reiste Fürst nach Paris, um sein Französisch zu perfektionieren und Korrespondenzen für deutsche Magazine zu schreiben. Nach der Julirevolution von 1830 kehrte er nach Wien zurück. Seit 1847 war er auch als Übersetzer für die Wiener Zeitung tätig. Er verfasste zahlreiche Artikel, teils auf Deutsch, teils auf Dänisch. Neben einigen Reisen blieb Fürst bis zu seinem Tod an einer Lungenvereiterung am 11. Mai 1857 in Wien ansässig. Ob der Wiener Schauspieler und Theaterleiter Johann Fürst (1825–1882) möglicherweise sein Sohn war, bleibt vorerst reine Spekulation.

## Veröffentlichungen (Auswahl)
- Poesier (Kopenhagen 1806)
- Ines de Castro (Kopenhagen 1814)
- Briefe über die dänische Literatur (Wien, Verlag Carl Gerold, 1816)[7]
- Vermischte Schriften (Wien 1824)[8]
- Politische Caricatur-Sonette (München 1832)